# F.re.e - Die Reise- und Freizeitmesse
Die f.re.e ist Bayerns größte Reise- und Freizeitmesse. Sie wird jährlich auf dem Gelände der Messe München veranstaltet.

## Über die f.re.e
Ursprünglich als Messe „Caravan und Boot“ ins Leben gerufen, wurde der Name  – auch in Abgrenzung zur Düsseldorfer Messe boot – bald zu „C-B-R“ (Caravan, Boot und Reisen) umbenannt. Obwohl die Veranstaltung stets nur etwa die Hälfte des Messeareals benötigt (traditionell findet zeitgleich auch die Schmuckmesse Inhorgenta statt) war sie von Anfang an eine der beliebtesten Publikumsmessen im Münchner Portfolio. Auf diese Veranstaltung geht auch die Errichtung der 16 Meter hohen „Hochhalle“ B6 am neuen Standort in Riem zurück, um auch größere Segelboote in voller Takelage windsicher präsentieren können.
2009 entschied sich die Messe München International zu einer Umbenennung der Veranstaltung in f.re.e (Freizeit, Reisen, Erholung). Neben der Namensänderung wurde auch eine Erweiterung der Themenbereiche vorgenommen. Die Schwerpunkte der f.re.e sind Reisen, Kreuzfahrt & Schiffsreisen, Gesundheit & Wellness, Wassersport, Caravaning & Camping, Outdoor sowie Fahrrad. Zusätzlich gibt es Thementage, 2018 waren dies Freizeit-Erlebnisse für Alleinreisende und Singles und Neues Lernen in der Freizeit. Zudem sind Prominente zu Besuch, die Vorträge halten (2018 beispielsweise Django Asül, Benedikt Böhm, Andrea Wechsler, Heike Drechsler, Matthias Derhake, Pascal Rösler, Markus Wasmeier und Riccarda Kolb).
Die letzte f.re.e fand vom 14. bis 18. Februar 2024 statt mit einer Besucheranzahl von über 140.000 Besuchern. Die nächste f.re.e ist für den 19. bis 23. Februar 2025 geplant.

### Angebot der f.re.e
Das Angebot der Messe umfasst unter anderem Fremdenverkehrsämter- und Verbände, Hotels- und Clubanlagen, Ferienhäuser- und -wohnungen, Ferienimmobilien, Charter, Wassertourismus, Reisebüros, Reiseveranstalter, Golf- und Wellness-Reiseveranstalter und -hotels, Reiseliteratur und Verkehrsträger.
Insgesamt erstreckt sich die Ausstellungsfläche 2025 über acht Messehallen, Messetickets gelten auch für die in drei weiteren Hallen, aber nicht an allen Tagen statt findenden „Münchner Autotage“  und die Motorrad-Messe IMOT.
Als öffentliche Verbrauchermesse ist der Zutritt sowohl Fachbesuchern als auch Privatpersonen möglich. Die Messe wird jährlich durchgeführt.

### Partnerländer
Die f.re.e hat jährlich wechselnde Partnerländer.
- 2017: Ägypten
- 2018: Malta
- 2019: Tschechien
- 2023: Kroatien
- 2024: Oberbayern